# Пусти да вјерујем
Пусти да вјерујем је четврти студијски албум босанскохерцеговачког певача Мирзе Селимовића, објављен у два дела, А страна објављена 1. новембра 2023. године, и Б страна којом је комплетиран албум објављена 14. фебруара 2024. године на јутјуб каналу певача и стриминг платформама. Албум садржи осам песама и за сваку је снимљен музички спот. Албум је самоиздат од стране певача за МС Проарт.

## Списак песама
| №  | Назив                  | Текст                 | Музика           | Трајање |  |
| 1. | Пусти да вјерујем      | Драган Брајовић Браја | Сале Тропико     | 4:01    |  |
| 2. | Анђео на дну           | Бане Опачић           | Бане Опачић      | 4:05    |  |
| 3. | Касно је               | Јелена Трифуновић     | Гиоргус Теофанус | 4:19    |  |
| 4. | Питају ме дани         | Бане Опачић           | Бане Опачић      | 3:29    |  |
| 5. | Ако једном се сретнемо | Бане Опачић           | Бане Опачић      | 3:51    |  |
| 6. | У пола ноћи            | Јелена Трифуновић     | Петрос Јаковидис | 3:33    |  |
| 7. | Ниси моја              | Бане Опачић           | Бане Опачић      | 3:38    |  |
| 8. | Двобој                 | Беба Балашевић        | Беба Балашевић   | 3:23    |  |